# Aeroportul Khanty-Mansiysk
Aeroportul Khanty-Mansiysk (IATA: HMA, ICAO: USHH) este un aeroport din Hantî-Mansiisk, Districtul autonom Hantî-Mansi, Regiunea Tiumen, Rusia ce deservește zona Hantî-Mansiisk. Aeroportul a fost tranzitat în 2021 de 389.281 de pasageri. A fost numit după zona deservită.
Situat la o altitudine de 43 m, aeroportul dispune de 1 pistă.

## Infrastructură

### Piste
Aeroportul dispune de o singură pistă. Pista 06/24 are suprafața de asfalt și dimensiunile 2.800 m × 45 m. 